# 世界は教室だけじゃない
「世界は教室だけじゃない」（せかいはきょうしつだけじゃない）は、吉木りさの4枚目のシングル。2012年12月5日に日本コロムビアから発売された。

## 概要
初回限定盤には「世界は教室だけじゃない」のPVが収録されたDVDが同梱されている。

## 収録曲

### 通常盤
1. 世界は教室だけじゃない [4:09]
作詞・作曲：前山田健一、編曲：板垣祐介
2. Over the rainbow! [4:23]
作詞：Uyu、作曲・編曲：宮崎誠
3. A Risa In WonderLand [3:39]
作詞：白波瀬ミキ、作曲：森谷康昭、編曲：浅野尚志、賀佐泰洋
4. 世界は教室だけじゃない (Instrumental) [4:09]
5. Over the rainbow! (Instrumental) [4:22]
6. A Risa In WonderLand (Instrumental) [3:38]

### 初回限定盤
1. 世界は教室だけじゃない [4:09]
2. Over the rainbow! [4:23]
3. ナビゲーション [4:30]
作詞・作曲・編曲：立山秋航
4. 世界は教室だけじゃない (Instrumental) [4:09]
5. Over the rainbow! (Instrumental) [4:22]
6. ナビゲーション (Instrumental) [4:29]